# Quezon-Nationalpark
Der Quezon-Nationalpark liegt in der Provinz Quezon auf der Insel Luzon, Philippinen. Er erstreckt sich auf einer Fläche von 983 Hektar und wurde mit Inkrafttreten des Präsidentenerlasses 740 vom 25. Oktober 1934 auf einer Fläche von 535 Hektar eingerichtet. Am 5. August 1940 wurde er mit dem Erlass 594 auf seine heutige Größe erweitert. Er steht im Anhang des NIPAS-Gesetzes von 1992 als ein geschütztes Landschaftsschutzgebiet.
Er liegt auf einem ca. 15 km² großen Kalksteinplateau, das sich auf dem Gebiet der Gemeinden Pagbilao, Padre Burgos und Atimonan erstreckt. Östlich schließt sich das Binahaan River Watershed Forest Reserve an. Im Südwesten durchquert der Maharlika Highway den Nationalpark und bindet ihn an die ca. 25 km entfernte Provinzhauptstadt Lucena City an. Er ist ein beliebtes Ausflugsziel für Touristen und für die einheimischen Bevölkerung.
Die Kernzone des Nationalparks bilden immergrüne Flachlandregenwälder, die von verkarsteten Höhenzügen durchzogen werden. Diese erreichen eine Höhe von 420 Meter über dem Meeresspiegel. Die abwechslungsreiche Naturkulisse bietet einen Lebensraum für den endemischen, fast meterlangen Grays Waran (Varanus olivaceus). Von der Avifauna sind Bestände des Philippinenhaubenadlers (Nisaetus philippensis), der Gefleckte Fruchttaube (Ducula carola), des sehr seltenen Luzon-Spatelschwanzpapageis (Prioniturus luconensis), des Streifenuhu (Bubo philippensis), des Goldfischers (Ceyx melanurus) und der Mindoro-Drossel (Zoothera cinerea) erwähnenswert.